# Vuelta a España 2024/20. Etappe
Die 20. Etappe der Vuelta a España 2024 fand am 6. September 2024 statt. Sie endete mit der neunten und letzten Bergankunft der 79. Austragung des spanischen Etappenrennens. Die Strecke führte von Villarcayo über 172 Kilometern auf die Picón Blanco, wo sich das Ziel auf einer Höhe von 1498 Metern befand. Im Rahmen der Etappen mussten sieben Bergwertungen überquert werden. Nach der Etappe hatten die Fahrer 3276,8 Kilometer absolviert, was 99,25 % der Gesamtdistanz entspricht.
Der Etappensieg ging an den Iren Eddie Dunbar (Team Jayco AlUla), der sich fünf Kilometer vor dem Ziel im Schlussanstieg von den Favoriten absetzte und die Etappe mit einem Vorsprung von sieben Sekunden vor Enric Mas (Movistar Team) gewann. Platz drei ging mit einem Rückstand von zehn Sekunden an Primož Roglič (Red Bull–Bora–Hansgrohe), der zugleich das Rote Trikot verteidigte.

## Streckenverlauf
Nach dem offiziellen Start führte die Strecke auf flachen Straßen ins nördliche Espinosa de los Monteros. Im Anschluss begann die Straße auf der BU-570 leicht anzusteigen, ehe die offizielle Auffahrt auf den Puerto de las Estacas de Trueba (1160 m) bei Kilometer 25 begann. Die erste Bergwertung (3. Kategorie) wurde nach 34,2 Kilometern erreicht, ehe eine lange Abfahrt nach Vega de Pas folgte. Mit dem Puerto de la Braguía (700 m) folgte eine weitere Bergwertung der 3. Kategorie, die nach 55 Kilometern passiert wurde. Nach der anschließenden Abfahrt ging es von Selaya auf die Alto del Caracol (820 m), die bereits auf der 17. Etappe überquert worden war. Diesmal führte die Strecke jedoch über die Westauffahrt, die als Bergwertung der 2. Kategorie klassifiziert worden war. Bei Kilometer 74 wurde die Passhöhe erreicht und es folgte eine kurze Abfahrt, ehe die Straße auf der CA-643 erneut zu steigen begann und auf den Portillo de Lunada (1316 m) führte. Hier wurde die erste Bergwertung der 1. Kategorie bei Kilometer 93 abgenommen. Der 14 Kilometer lange Anstieg wies dabei eine durchschnittliche Steigung von 6,1 % auf. Auf die nachfolgende Abfahrt folgte die nächste Steigung die auf den Puerto de la Sia (1240 m) führte. Dieser Pass der 2. Kategorie wurde nach 111,4 Kilometern überquert, ehe eine längere Abfahrt nach 20 Kilometer lange Abfahrt folgte, die auf der CA-665 und CA-256 verlief.
Im letzten Drittel der Etappe standen zwei weitere Bergwertungen auf dem Programm. Zunächst ging es vom niedrigsten Punkt der Streckenführung auf den Puerto de los Tornos (920 m), der über die CA-662 und N-629 aus nördlicher Richtung angefahren wurde. Der Anstieg der 1. Kategorie wies dabei auf einer Länge von 11,3 Kilometern eine durchschnittliche Steigung von 6 % auf. Die Passhöhe wurde 25,6 Kilometer vor dem Ziel überquert, wobei Zeitbonifikationen vergeben wurden. Die Fahrer befanden sich nun auf einem leicht abschüssigen Hochplateau, auf dem sie über Bercedo nach Espinosa de los Monteros gelangten, wo neun Kilometer vor dem Ziel der einzige Zwischensprint ausgefahren wurde. Kurz darauf begann der Schlussanstieg auf die Picón Blanco, die für 7,9 Kilometer im Schnitt mit 9,1 % anstieg. Im mittleren Abschnitt wurden die steilsten Passagen erreicht, wobei Rampen von bis zu 18 % befahren werden mussten. Im Ziel wurde auf einer Höhe von 1498 Metern eine Bergwertung der 1. Kategorie abgenommen.
|                            | Ort                             | Kilometer | Länge (km) | Höhe (m) | Ø Steigung | max. Steigung |
| -------------------------- | ------------------------------- | --------- | ---------- | -------- | ---------- | ------------- |
| neutralisierter Start      | Villarcayo                      | -3,4      |            |          |            |               |
| offizieller Start          | CL-629                          | 0         |            |          |            |               |
| Bergwertung (3. Kategorie) | Puerto de las Estacas de Trueba | 34,2      | 9,2        | 1160     | 3,1 %      |               |
| Bergwertung (3. Kategorie) | Puerto de la Braguía            | 55        | 5,8        | 700      | 5,9 %      |               |
| Bergwertung (2. Kategorie) | Alto del Caracol                | 74        | 10,8       | 820      | 5,4 %      |               |
| Bergwertung (1. Kategorie) | Portillo de Lunada              | 93        | 14         | 1316     | 6,1 %      | 10 %          |
| Bergwertung (2. Kategorie) | Puerto de la Sia                | 111,4     | 7,2        | 1240     | 6,1 %      |               |
| Bergwertung (1. Kategorie) | Puerto de los Tornos            | 146,4     | 11,3       | 920      | 6 %        | 10 %          |
| Bonussprint                | Puerto de los Tornos            | 146,4     | 11,3       |          |            |               |
| Zwischensprint             | Espinosa de los Monteros        | 163       |            |          |            |               |
| Bergwertung (1. Kategorie) | Picón Blanco                    | 164,1     | 7,9        | 1498     | 9,1 %      | 18 %          |
| Ziel                       | Picón Blanco                    | 164,1     | 7,9        |          |            |               |

## Rennverlauf
Nachdem das Rennen freigegeben worden war, setzten sich auf den ersten flachen Kilometern Kasper Asgreen (Soudal Quick-Step) und Enzo Leijnse (dsm-firmenich PostNL) vom Hauptfeld ab. Die beiden wurden jedoch bereits in den ersten ansteigenden Passagen eingeholt, da es nun zu mehreren Angriffen im Peloton kam. Nach rund 12 Kilometern bildete sich eine neue Ausreißergruppe, in der mit Jack Haig (Bahrain Victorious), Clément Berthet (Decathlon AG2R La Mondiale), Harold Tejada (Astana Qazaqstan), Marc Soler, Jay Vine (beide UAE Team Emirates), Marco Frigo (Israel-Premier Tech), Pablo Castrillo (Kern Pharma), Carlos Canal (Movistar), Thomas Champion (Cofidis), Sylvain Moniquet (Lotto Dstny) und Enzo Leijnse elf Fahrer vertreten waren. Zudem schafften mit Marc Soler und Jay Vine die beiden bestplatzierten Fahrer der Bergwertung den Sprung in die Spitzengruppe.
Auf dem Puerto de las Estacas de Trueba (1160 m) setzte sich Jay Vine vor Pablo Castrillo und Marco Frigo durch und übernahm somit die Führung in der Bergwertung. Sein Teamkollege Marc Soler, der die Sonderwertung anführte, holte keine Punkte und musste die Führung zwischenzeitlich an den Australier abgegeben. Jay Vine sicherte sich im Anschluss auch auf dem Puerto de la Braguía (700 m) die meisten Punkte, wobei diesmal auch Marc Soler als Dritter einen Punkt erhielt. Im Hauptfeld hatten unterdessen die Mannschaften Red Bull–Bora–Hansgrohe und Ineos Grenadiers die Nachführarbeit übernommen, wobei der Rückstand auf die Ausreißer bereits rund sechs Minuten betrug. Im Anstieg der Alto del Caracol (820 m) griff Marc Soler an und setzte sich kurzzeitig gemeinsam mit Clément Berthet von den restlichen Ausreißern ab. Erst auf den letzten Metern konnte Jay Vine die Lücke schließen und gewann auch die dritte Bergwertung vor seinem Teamkollegen, womit er in der Bergwertung nun sechs Punkte voran lag.
Im Anstieg des Portillo de Lunada (1316 m) zerfiel die Ausreißergruppe, ehe Marc Soler rund 88 Kilometer vor dem Ziel erneut angriff. Der Spanier sicherte sich 10 Punkte auf der Passhöhe und übernahm somit erneut die Führung in der Bergwertung. Dahinter bildete sich eine vier Fahrer umfassende Verfolgergruppe, in der Clément Berthet, Marco Frigo, Pablo Castrillo und Jay Vine vertreten waren. Im Sprint um die weiteren Bergpunkte setzte sich Jay Vine durch, der nun wieder zwei Punkte vor Marc Soler lag. Nachdem die Verfolger die Lücke zu Marc Soler in der anschließenden Abfahrt geschlossen hatten, griff der Spanier im nachfolgenden Puerto de la Sia (1240 m) erneut an und holte vor Jay Vine die meisten Bergpunkte. Nun lagen die beiden Fahrer mit 76 Punkten in der Sonderwertung gleich auf. In der Abfahrt fanden sich die fünf Ausreißer wieder zusammen, wobei ihr Vorsprung gegenüber dem Hauptfeld auf eineinhalb Minuten geschmolzen war. Dies lag daran, dass die Soudal Quick-Step-Mannschaft das Tempo im stark dezimierten Peloton erhöht hatte.
Nachdem er zunächst immer wieder angegriffen hatte, stellte sich Marc Soler nun in die Dienste von Jay Vine und hielt für diesen das Tempo im Anstieg des Puerto de los Tornos (920 m) hoch, ehe er nach getaner Arbeit rund 35 Kilometer vor dem Ziel zurückfiel. Im Hauptfeld kam es unterdessen zu den ersten Angriffen. Rund 35 Kilometer vor dem Ziel griff Mikel Landa (Soudal Quick-Step) an, wobei er sich zunächst gemeinsam mit seinem Teamkollegen Mattia Cattaneo, sowie Primož Roglič und Florian Lipowitz (beide Red Bull–Bora–Hansgrohe) absetzen konnte. Dahinter zerfiel das ohnehin stark reduzierte Hauptfeld in mehrere kleine Gruppen. Obwohl auf den nachfolgenden Kilometern wieder mehrere Fahrer zu der Gruppe um das Rote Trikot aufschließen konnten, blieb das Tempo weiter hoch, wodurch die Ausreißer noch vor der Passhöhe eingeholt wurden. Rund 4,5 Kilometer vor der Bergwertung griff Pavel Sivakov (UAE Team Emirates) an und konnte sich als Solist absetzen. Der Franzose überquerte den Puerto de los Tornos mit einem Vorsprung von rund 20 Sekunden, ehe Jay Vine auf der Kuppe als Vierter zwei Punkte im Kampf um die Bergwertung holte und somit die Führung in der Sonderwertung zurückholte. Im Anschluss an den Puerto de los Tornos folgte ein längeres Flachstück, auf dem sich die Rennsituation erneut beruhigte. Mit Ausnahme von Carlos Rodríguez (Ineos Grenadiers) hatten alle Gesamtklassement-Fahrer die Lücke zum Roten Trikot schließen können und es hatte sich eine rund 20 Fahrer umfassende Gruppe gebildet, die die Verfolgung von Pavel Sivakov aufnahm.
Nachdem er sich beim einzigen Zwischensprint die meisten Punkte gesichert hatte, erreichte Pavel Sivakov den Fuß der Schlusssteigung mit einem Vorsprung von rund einer Minute. Anfangs konnte er seinen Vorsprung halten, ehe Eddie Dunbar (Jayco AlUla) rund fünf Kilometer vor dem Ziel angriff. Da der Ire in der Gesamtwertung keine Gefahr darstellte, konnte er rasch eine kleine Lücke herausfahren. Vier Kilometer vor dem Ziel forcierte Primož Roglič das Tempo, wobei ihm nur Enric Mas (Movistar), Richard Carapaz (EF Education-EasyPost) und David Gaudu (Groupama-FDJ) folgen konnten. Als das Tempo jedoch wieder abfiel, konnten auch Mikel Landa und Ben O’Connor, sowie dessen Teamkollege Felix Gall (Decathlon AG2R La Mondiale) aufschließen. Rund 3,5 Kilometer vor dem Ziel schloss Eddie Dunbar zu Pavel Sivakov auf und distanzierte den Franzosen wenig später. Sein Vorsprung auf die Gesamtklassement-Fahrer betrug jedoch nur wenige Sekunden, da es hinter ihm immer wieder zu Angriffen kam. Auf den letzten Kilometern konnte Eddie Dunbar seinen Vorsprung jedoch verteidigen und gewann seine zweite Vuelta-a-España-Etappe. Im Kampf um Platz zwei setzte sich Enric Mas durch, der Primož Roglič auf den letzten Metern drei Sekunden abnahm. Sein Rückstand auf den Etappensieger betrug nur sieben Sekunden. Hinter Primož Roglič folgten Richard Carapaz, Urko Berrade (Kern Pharma), Ben O’Connor, David Gaudu und Mikel Landa, die nur durch wenige Sekunden voneinander getrennt waren. Florian Lipowitz erreichte das Ziel als Neunter, zeitgleich mit Mattias Skjelmose Jensen (Lild-Trek), der das Weiße Trikot verteidigte. Der Verlierer des Tages war der Spanier Carlos Rodríguez, der mit dem 19. Rang fünf Minuten und 42 Sekunden verlor.
In der Gesamtwertung brachte die letzte Bergankunft nur geringe Veränderungen. Primož Roglič verteidigte das Rote Trikot und lag nun vor dem Abschlusszeitfahren zwei Minuten und zwei Sekunden vor Ben O’Connor. Dahinter folgte Enric Mas mit einem Rückstand von zwei Minuten und elf Sekunden. Der Gesamtvierte Richard Carapaz lag bereits 49 Sekunden hinter dem verbliebenen Podiumsplatz zurück. Hinter dem Gesamtfünften David Gaudu, verblieb Mattias Skjelmose Jensen auf dem sechsten Gesamtrang und verteidigte die Nachwuchswertung, wobei er nun eine Minute und acht Sekunden vor Florian Lipowitz lag. Carlos Rodríguez rutschte vom siebten auf den zehnten Gesamtrang ab, wodurch sich Florian Lipowitz, Mikel Landa und Pavel Sivakov um eine Position verbesserten. In der Bergwertung stand Jay Vine nun rein rechnerisch als Sieger fest. Kaden Groves (Alpecin-Deceuninck) erreichte das Ziel im vorgegebenen Zeitlimit und verteidigte so die Führung in der Punktewertung. Marc Soler wurde zum aktivsten Fahrer gewählt, während seine Mannschaft, das UAE Team Emirates, an der Spitze der Mannschaftswertung verblieb. Mit Daniel Felipe Martínez, Patrick Gamper und Nico Denz schieden drei Fahrer der Red Bull–Bora–Hansgrohe-Mannschaft aus, wobei letzterer das Zeitlimit überschritt. Auch Txomin Juaristi (Euskaltel-Euskadi) erreichte das Ziel nicht, womit noch 135 Fahrer im Rennen verblieben.

## Ergebnis
| \| Etappenergebnis \| Etappenergebnis \| Etappenergebnis \| Etappenergebnis \| Etappenergebnis \| \| Fahrer \| Fahrer \| Land \| Team \| Zeit \| \| --------------- \| ----------------- \| --------------- \| -------------------------- \| --------------- \| \| 1. \| Eddie Dunbar \| Irland \| Team Jayco AlUla \| 4 h 38 min 37 s \| \| 2. \| Enric Mas \| Spanien \| Movistar Team \| + 7 s \| \| 3. \| Primož Roglič \| Slowenien \| Red Bull-Bora-Hansgrohe \| + 10 s \| \| 4. \| Richard Carapaz \| Ecuador \| EF Education-EasyPost \| + 12 s \| \| 5. \| Urko Berrade \| Spanien \| Equipo Kern Pharma \| + 14 s \| \| 6. \| Ben O’Connor \| Australien \| Decathlon-AG2R La Mondiale \| + 14 s \| \| 7. \| David Gaudu \| Frankreich \| Groupama-FDJ \| + 21 s \| \| 8. \| Mikel Landa \| Spanien \| Soudal Quick-Step \| + 23 s \| \| 9. \| Florian Lipowitz \| Deutschland \| Red Bull-Bora-Hansgrohe \| + 37 s \| \| 10. \| Mattias Skjelmose \| Dänemark \| Lidl-Trek \| + 37 s \| |                   |             |                            |                 |
| |                   |             |                            |                 |
| Quelle: ProCyclingStats |                   |             |                            |                 |
| Etappenergebnis |                   |             |                            |                 |
| Fahrer | Fahrer            | Land        | Team                       | Zeit            |
| 1. | Eddie Dunbar      | Irland      | Team Jayco AlUla           | 4 h 38 min 37 s |
| 2. | Enric Mas         | Spanien     | Movistar Team              | + 7 s           |
| 3. | Primož Roglič     | Slowenien   | Red Bull-Bora-Hansgrohe    | + 10 s          |
| 4. | Richard Carapaz   | Ecuador     | EF Education-EasyPost      | + 12 s          |
| 5. | Urko Berrade      | Spanien     | Equipo Kern Pharma         | + 14 s          |
| 6. | Ben O’Connor      | Australien  | Decathlon-AG2R La Mondiale | + 14 s          |
| 7. | David Gaudu       | Frankreich  | Groupama-FDJ               | + 21 s          |
| 8. | Mikel Landa       | Spanien     | Soudal Quick-Step          | + 23 s          |
| 9. | Florian Lipowitz  | Deutschland | Red Bull-Bora-Hansgrohe    | + 37 s          |
| 10. | Mattias Skjelmose | Dänemark    | Lidl-Trek                  | + 37 s          |

## Gesamtstände
| \| Gesamtwertung \| Gesamtwertung \| Gesamtwertung \| Gesamtwertung \| Gesamtwertung \| \| Fahrer \| Fahrer \| Land \| Team \| Zeit \| \| ------------- \| ----------------- \| ------------- \| -------------------------- \| ---------------- \| \| 1. \| Primož Roglič \| Slowenien \| Red Bull-Bora-Hansgrohe \| 81 h 22 min 19 s \| \| 2. \| Ben O’Connor \| Australien \| Decathlon-AG2R La Mondiale \| + 2 min 02 s \| \| 3. \| Enric Mas \| Spanien \| Movistar Team \| + 2 min 11 s \| \| 4. \| Richard Carapaz \| Ecuador \| EF Education-EasyPost \| + 3 min 00 s \| \| 5. \| David Gaudu \| Frankreich \| Groupama-FDJ \| + 4 min 48 s \| \| 6. \| Mattias Skjelmose \| Dänemark \| Lidl-Trek \| + 5 min 18 s \| \| 7. \| Florian Lipowitz \| Deutschland \| Red Bull-Bora-Hansgrohe \| + 6 min 26 s \| \| 8. \| Mikel Landa \| Spanien \| Soudal Quick-Step \| + 6 min 57 s \| \| 9. \| Pavel Sivakov \| Frankreich \| UAE Team Emirates \| + 8 min 50 s \| \| 10. \| Carlos Rodríguez \| Spanien \| Ineos Grenadiers \| + 10 min 31 s \| |                   |             |                            |                  |
| |                   |             |                            |                  |
| Quelle: ProCyclingStats |                   |             |                            |                  |
| Gesamtwertung |                   |             |                            |                  |
| Fahrer | Fahrer            | Land        | Team                       | Zeit             |
| 1. | Primož Roglič     | Slowenien   | Red Bull-Bora-Hansgrohe    | 81 h 22 min 19 s |
| 2. | Ben O’Connor      | Australien  | Decathlon-AG2R La Mondiale | + 2 min 02 s     |
| 3. | Enric Mas         | Spanien     | Movistar Team              | + 2 min 11 s     |
| 4. | Richard Carapaz   | Ecuador     | EF Education-EasyPost      | + 3 min 00 s     |
| 5. | David Gaudu       | Frankreich  | Groupama-FDJ               | + 4 min 48 s     |
| 6. | Mattias Skjelmose | Dänemark    | Lidl-Trek                  | + 5 min 18 s     |
| 7. | Florian Lipowitz  | Deutschland | Red Bull-Bora-Hansgrohe    | + 6 min 26 s     |
| 8. | Mikel Landa       | Spanien     | Soudal Quick-Step          | + 6 min 57 s     |
| 9. | Pavel Sivakov     | Frankreich  | UAE Team Emirates          | + 8 min 50 s     |
| 10. | Carlos Rodríguez  | Spanien     | Ineos Grenadiers           | + 10 min 31 s    |

| Punktewertung | Punktewertung   | Punktewertung          | Punktewertung             | Punktewertung |
| Fahrer        | Fahrer          | Land                   | Team                      | Punkte        |
| ------------- | --------------- | ---------------------- | ------------------------- | ------------- |
| 1.            | Kaden Groves    | Australien             | Alpecin-Deceuninck        | 226 P.        |
| 2.            | Primož Roglič   | Slowenien              | Red Bull-Bora-Hansgrohe   | 123 P.        |
| 3.            | Max Poole       | Vereinigtes Königreich | Team dsm-firmenich PostNL | 118 P.        |
| 4.            | Pablo Castrillo | Spanien                | Equipo Kern Pharma        | 117 P.        |
| 5.            | Pavel Bittner   | Tschechien             | Team dsm-firmenich PostNL | 106 P.        |
| 6.            | Enric Mas       | Spanien                | Movistar Team             | 102 P.        |
| 7.            | Mathias Vacek   | Tschechien             | Lidl-Trek                 | 100 P.        |
| 8.            | Marc Soler      | Spanien                | UAE Team Emirates         | 98 P.         |
| 9.            | Harold Tejada   | Kolumbien              | Astana Qazaqstan Team     | 95 P.         |
| 10.           | Urko Berrade    | Spanien                | Equipo Kern Pharma        | 89 P.         |

| Bergwertung | Bergwertung       | Bergwertung      | Bergwertung             | Bergwertung |
| Fahrer      | Fahrer            | Land             | Team                    | Punkte      |
| ----------- | ----------------- | ---------------- | ----------------------- | ----------- |
| 1.          | Jay Vine          | Australien       | UAE Team Emirates       | 78 P.       |
| 2.          | Marc Soler        | Spanien          | UAE Team Emirates       | 76 P.       |
| 3.          | Pablo Castrillo   | Spanien          | Equipo Kern Pharma      | 43 P.       |
| 4.          | Primož Roglič     | Slowenien        | Red Bull-Bora-Hansgrohe | 32 P.       |
| 5.          | Marco Frigo       | Italien          | Israel-Premier Tech     | 32 P.       |
| 6.          | Enric Mas         | Spanien          | Movistar Team           | 28 P.       |
| 7.          | Filippo Zana      | Italien          | Team Jayco AlUla        | 27 P.       |
| 8.          | Pavel Sivakov     | Frankreich       | UAE Team Emirates       | 26 P.       |
| 9.          | Alexander Wlassow | Neutrales Banner | Red Bull-Bora-Hansgrohe | 25 P.       |
| 10.         | David Gaudu       | Frankreich       | Groupama-FDJ            | 24 P.       |

| Nachwuchswertung | Nachwuchswertung       | Nachwuchswertung       | Nachwuchswertung           | Nachwuchswertung  |
| Fahrer           | Fahrer                 | Land                   | Team                       | Zeit              |
| ---------------- | ---------------------- | ---------------------- | -------------------------- | ----------------- |
| 1.               | Mattias Skjelmose      | Dänemark               | Lidl-Trek                  | 81 h 27 min 37 s  |
| 2.               | Florian Lipowitz       | Deutschland            | Red Bull-Bora-Hansgrohe    | + 1 min 08 s      |
| 3.               | Carlos Rodríguez       | Spanien                | Ineos Grenadiers           | + 5 min 13 s      |
| 4.               | Matthew Riccitello     | Vereinigte Staaten     | Israel-Premier Tech        | + 1 h 38 min 59 s |
| 5.               | Max Poole              | Vereinigtes Königreich | Team dsm-firmenich PostNL  | + 1 h 49 min 41 s |
| 6.               | Isaac Del Toro         | Mexiko                 | UAE Team Emirates          | + 1 h 51 min 28 s |
| 7.               | Giovanni Aleotti       | Italien                | Red Bull-Bora-Hansgrohe    | + 1 h 52 min 14 s |
| 8.               | Junior Lecerf          | Belgien                | Soudal Quick-Step          | + 2 h 07 min 38 s |
| 9.               | Valentin Paret-Peintre | Frankreich             | Decathlon-AG2R La Mondiale | + 2 h 08 min 09 s |
| 10.              | Gianmarco Garofoli     | Italien                | Astana Qazaqstan Team      | + 2 h 15 min 03 s |

| Mannschaftswertung | Mannschaftswertung         | Mannschaftswertung           | Mannschaftswertung |
| Team               | Team                       | Land                         | Zeit               |
| ------------------ | -------------------------- | ---------------------------- | ------------------ |
| 1.                 | UAE Team Emirates          | Vereinigte Arabische Emirate | 243 h 49 min 54 s  |
| 2.                 | Red Bull-Bora-Hansgrohe    | Deutschland                  | + 34 min 20 s      |
| 3.                 | Decathlon-AG2R La Mondiale | Frankreich                   | + 1 h 21 min 54 s  |
| 4.                 | Team Visma \| Lease a Bike | Niederlande                  | + 1 h 51 min 14 s  |
| 5.                 | Groupama-FDJ               | Frankreich                   | + 2 h 15 min 44 s  |
| 6.                 | Soudal Quick-Step          | Belgien                      | + 2 h 27 min 40 s  |
| 7.                 | Movistar Team              | Spanien                      | + 2 h 46 min 14 s  |
| 8.                 | Lidl-Trek                  | Vereinigte Staaten           | + 2 h 47 min 32 s  |
| 9.                 | Equipo Kern Pharma         | Spanien                      | + 2 h 51 min 57 s  |
| 10.                | Ineos Grenadiers           | Vereinigtes Königreich       | + 3 h 15 min 33 s  |

## Ausgeschiedene Fahrer
- Daniel Felipe Martínez (Red Bull–Bora–Hansgrohe) gab die Etappe krankheitsbedingt auf
- Nico Denz (Red Bull–Bora–Hansgrohe) erreichte das Ziel außerhalb des Zeitlimits
- Patrick Gamper (Red Bull–Bora–Hansgrohe) gab die Etappe krankheitsbedingt auf
- Txomin Juaristi (Euskaltel-Euskadi) gab die Etappe auf[4]